# Хазнибаши
Хазнибаши — горная вершина Скалистого хребта на Центральном Кавказе. Является высшей точкой Лескенского района республики Кабардино-Балкария.

## География
Гора Хазнибаши расположена в верховьях реки Хазнидон, недалеко от границы Лескенского района Кабардино-Балкарии и Ирафского района Северной Осетии. Абсолютная высота горы составляет 3 102,5 метра над уровнем моря.